# Bowling Green, Ohio
Bowling Green là một thành phố thuộc quận Wood, tiểu bang Ohio, Hoa Kỳ. Năm 2010, dân số của thành phố này là 30028 người.

## Dân số
- Dân số năm 2000: 29636 người.
- Dân số năm 2010: 30028 người.